# 문경 대승사 목각아미타여래설법상
문경 대승사 목각아미타여래설법상(聞慶 大乘寺 木刻阿彌陀如來說法像)은 대한민국 경상북도 문경시 산북면 대승사에 있는 목각탱화이다. 1973년 12월 31일 대한민국의 보물 제575호 '문경 대승사 목각아미타여래설법상 및 관계문서'로 지정되었다가, 2017년 8월 31일 국보 제321호로 승격되었다.

## 개요
문경 대승사 목각아미타여래설법상(聞慶 大乘寺 木刻阿彌陀如來說法像)은 원래 부석사에 모셔져 있던 것을 대승사로 옮겨 놓은 것으로, 후불탱화를 나무로 깎아 돋을새김, 또는 뚫을새김으로 표현한 것이다. 탱화란 천이나 종이에 그림을 그려 족자나 액자의 형태로 만들어서 거는 불화의 일종으로, 대개 법당 본존불의 뒤에 후불탱화로 걸린다. 조선 후기에는 이런 목각탱이 꽤 유행하였는데, 이것은 그 가운데에서 가장 뛰어난 기량을 보여주고 있다.
이것은 아미타후불탱화를 조각한 것으로 중앙에는 광배와 연꽃을 새긴 대좌를 새기고, 여기에 별도의 나무로 깎은 아미타불상을 안치하고 있다. 이 좌우로 5단에 걸쳐 협시상들을 안치하고 있다.
이것은 조선 후기 불교조각을 연구하는데 귀중한 자료로 평가된다.

## 국보 승격사유
대승사 목각아미타여래설법상은 후불탱화 형식을 조각으로 표현한 목각탱으로 총 10매의 판목을 조합하여 아미타극락세계를 장엄하게 표현하였다. 화면의 중앙에 자리 잡은 본존 아미타여래를 중심으로 주변에 보살 및 제자, 천왕상 등 24구의 존상을 좌우 대칭을 이루도록 정연하게 배치하였다. 각 존상 및 모티프에는 이름을 적어 목각아미타설법상 도상의 이해도를 높였다. 이 곳에 등장하는 도상은 기본적으로『관무량수경』과「근수정업왕생첩경변상도」를 융합해서 만들어졌던 것으로 보인다.
1675년에 제작된 대승사 목각아미타여래설법상은 현존하는 조선 후기 목각아미타여래설법상 가운데 가장 오래된 작품이다. 이 작품에서 보이는 대중성 짙은 평담한 미적 감각을 바탕으로 강직하고 개성 넘치는 묘사력은 17세기 후반에 활약했던 조각승 단응(端應), 탁밀(卓密)의 조각유풍과 관련 있다. 특히 불화와 조각을 절묘하게 접목한 목각아미타여래설법상 중에서 선구적인 작품으로, 현존하는 6점의 조선 후기 목각아미타여래설법상(1684년 예천 용문사, 상주 남장사, 서울 경국사, 1692년 상주 남장사 관음선원, 1782년 남원 실상사 약수암) 중에서 가장 규모도 크고, 불보살상의 표현이나 작풍에 있어서도 격이 뛰어나며 도상의 수도 많아 다른 목각아미타여래설법상들의 모본으로 볼 수 있어 중요하다.
대승사 목각아미타여래설법상은 제한된 공간 속에서 다양한 존상을 조성하였음에도 불구하고 존격의 성격에 맞게 입체적이며 유기적으로 표현되었다. 규모나 작풍, 시기적인 면에 있어서 단연 돋보이기 때문에 국보로 승격할 가치가 있다.

## 관계 문서
또한 이 목각탱 이외에도 대승사로 옮기기 전에 부석사와의 분쟁관계를 적은 문서들이 남아 있다. 그것은 「상주대승사외사사승도등장」, 「상주사불산대승사승도등장」, 「도내상주사불산대승사제승등장」, 「완의」등이다. 불상을 제외한 관계문서는 보물 제575호 문경 대승사 목각아미타여래설법상 관계문서로 명칭이 변경되었다.

## 같이 보기
- 문경 대승사 목각아미타여래설법상 및 관계문서 - 보물 제575호

## 참고 자료
- 문경 대승사 목각아미타여래설법상 - 국가유산청 국가유산포털